# Rio Vista Junction
Rio Vista Junction est une census-designated place du comté de Solano, dans l'État de Californie, aux États-Unis.